# ФК «Крылья Советов» Куйбышев в сезоне 1981
Сезон 1981 — 38-й сезон «Крыльев Советов», в том числе 1-й сезон в третьем по значимости дивизионе СССР. По итогам чемпионата команда заняла 7-е место.

## Чемпионат СССР (вторая лига)

### Турнирная таблица
| Место | Команда                     | И  | В  | Н  | П  | Мячи  | О  |
| ----- | --------------------------- | -- | -- | -- | -- | ----- | -- |
| 5     | «Рубин» (Казань)            | 32 | 14 | 8  | 10 | 46-30 | 36 |
| 6     | «Дружба» (Йошкар-Ола)       | 32 | 13 | 9  | 10 | 38-42 | 35 |
| 7     | «Крылья Советов» (Куйбышев) | 32 | 11 | 13 | 8  | 41-26 | 35 |
| 8     | «Торпедо» (Тольятти)        | 32 | 13 | 7  | 12 | 52-50 | 33 |
| 9     | «Светотехника» (Саранск)    | 32 | 10 | 11 | 11 | 31-37 | 11 |

### Результаты матчей
| 02 мая 1981 1 тур | «Крылья Советов» (Куйбышев) | 4:0 | «Зенит» (Ижевск) |  |

| 05 мая 1981 2 тур | «Крылья Советов» (Куйбышев) | 0:0 | «Рубин» (Казань) |  |

| 13 мая 1981 4 тур | «Торпедо» (Владимир) | 1:2 | «Крылья Советов» (Куйбышев) |  |

| 20 мая 1981 5 тур | «Крылья Советов» (Куйбышев) | 4:0 | «Сталь» (Чебоксары) |  |

| 23 мая 1981 6 тур | «Крылья Советов» (Куйбышев) | 0:0 | «Светотехника» (Саранск) |  |

| 28 мая 1981 7 тур | «Динамо» (Киров) | 2:2 | «Крылья Советов» (Куйбышев) |  |

| 31 мая 1981 8 тур | «Дружба» (Йошкар-Ола) | 0:0 | «Крылья Советов» (Куйбышев) |  |

| 10 июня 1981 9 тур | «Крылья Советов» (Куйбышев) | 3:1 | «Химик» (Дзержинск) |  |

| 13 июня 1981 10 тур | «Крылья Советов» (Куйбышев) | 0:0 | «Волга» (Горький) |  |

| 05 июля 1981 14 тур | «Газовик» (Оренбург) | 1:3 | «Крылья Советов» (Куйбышев) |  |

| 16 июля 1981 15 тур | «Крылья Советов» (Куйбышев) | 0:0 | «Металлург» (Магнитогорск) |  |

| 19 июля 1981 16 тур | «Крылья Советов» (Куйбышев) | 1:1 | «Локомотив» (Челябинск) |  |

| 25 июля 1981 17 тур | «Сокол» (Саратов) | 1:3 | «Крылья Советов» (Куйбышев) |  |

| 28 июля 1981 18 тур | «Торпедо» (Тольятти) | 0:3 | «Крылья Советов» (Куйбышев) |  |

| 06 августа 1981 12 тур | «Гастелло» (Уфа) | 0:0 | «Крылья Советов» (Куйбышев) |  |

| 12 августа 1981 19 тур | «Крылья Советов» (Куйбышев) | 0:1 | «Торпедо» (Тольятти) |  |

| 15 августа 1981 20 тур | «Крылья Советов» (Куйбышев) | 1:1 | «Сокол» (Саратов) |  |

| 15 августа 1981 21 тур | «Локомотив» (Челябинск) | 3:2 | «Крылья Советов» (Куйбышев) |  |

| 23 августа 1981 22 тур | «Металлург» (Магнитогорск) | 3:0 | «Крылья Советов» (Куйбышев) |  |

| 28 августа 1981 23 тур | «Крылья Советов» (Куйбышев) | 1:0 | «Газовик» (Оренбург) |  |

| 05 сентября 1981 25 тур | «Крылья Советов» (Куйбышев) | 3:0 | «Гастелло» (Уфа) |  |

| 08 сентября 1981 26 тур | «Крылья Советов» (Куйбышев) | 0:0 | «Турбина» (Набережные Челны) |  |

| 13 сентября 1981 27 тур | «Химик» (Дзержинск) | 5:2 | «Крылья Советов» (Куйбышев) |  |

| 16 сентября 1981 28 тур | «Волга» (Горький) | 1:0 | «Крылья Советов» (Куйбышев) |  |

| 21 сентября 1981 29 тур | «Крылья Советов» (Куйбышев) | 0:0 | «Дружба» (Йошкар-Ола) |  |

| 24 сентября 1981 30 тур | «Крылья Советов» (Куйбышев) | 2:0 | «Динамо» (Киров) |  |

| 29 сентября 1981 31 тур | «Светотехника» (Саранск) | 0:0 | «Крылья Советов» (Куйбышев) |  |

| 02 октября 1981 32 тур | «Сталь» (Чебоксары) | 1:0 | «Крылья Советов» (Куйбышев) |  |

| 07 октября 1981 33 тур | «Крылья Советов» (Куйбышев) | 3:0 | «Торпедо» (Владимир) |  |

| 15 октября 1981 35 тур | «Рубин» (Казань) | 1:0 | «Крылья Советов» (Куйбышев) |  |

| 18 октября 1981 36 тур | «Зенит» (Ижевск) | 1:1 | «Крылья Советов» (Куйбышев) |  |

| 21 октября 1981 11 тур | «Турбина» (Набережные Челны) | 2:1 | «Крылья Советов» (Куйбышев) |  |